# Remona Burchell
Remona Burchell (née le 15 septembre 1991 à Westmoreland (Jamaïque)) est une athlète jamaïcaine, spécialiste du 100 mètres.

## Biographie
Elle se classe 8e du 60 mètres féminin aux championnats du monde d'athlétisme en salle 2018.
Aux Jeux olympiques de 2020 à Tokyo, elle remporte la médaille d'or du relais 4 × 100 mètres au titre de sa participation aux séries.

## Palmarès
| Date | Compétition          | Lieu       | Résultat | Épreuve   | Temps                    |
| ---- | -------------------- | ---------- | -------- | --------- | ------------------------ |
| 2021 | Jeux olympiques      | Tokyo      | 1re      | 4 × 100 m | Participation aux séries |
| 2022 | Jeux du Commonwealth | Birmingham | 2e       | 4 × 100 m | 43 s 08                  |